# Monumentenwet 1988
De Monumentenwet 1988 was een Nederlandse wet voor de bescherming van monumenten (erfgoed) van 23 december 1988 (Stb. 638).  De wet verving de Monumentenwet van 1961, en trad in werking op 1 januari 1989. Op 1 juli 2016 werd de Monumentenwet 1988, samen met vijf andere wetten, vervangen door de Erfgoedwet.

## Inhoud
De motivering voor de nieuwe Monumentenwet was: "dat het wenselijk is nieuwe bepalingen vast te stellen voor het behoud van monumenten van bouwkunst en archeologie en lagere overheden meer bij dat behoud te betrekken".
De hoofddefinitie van monumenten in de nieuwe wet is: vervaardigde zaken welke van algemeen belang zijn wegens hun schoonheid, hun betekenis voor de wetenschap of hun cultuurhistorische waarde (artikel 1.b.1).
De wet heeft op een drietal terreinen van de monumentenzorg een regeling: de bescherming van onroerende monumenten, de bescherming van stads- en dorpsgezichten en een regeling omtrent archeologische monumentenzorg (planologische bescherming, opgravingsvergunningen, eigendom en depots en informatiesystemen).
Monumenten die op grond van de Monumentenwet worden beschermd, worden rijksmonumenten genoemd.

## Geschiedenis
De Monumentenwet 1988 vervangt de Monumentenwet (van 1961). De Monumentenwet 1988 werd sinds 1989 herhaaldelijk gewijzigd en aangepast.
Op 4 april 2006 is het wetsvoorstel ter implementering van het Verdrag van Malta door de Tweede Kamer goedgekeurd en in december van dat jaar gaf de Eerste Kamer ook haar goedkeuring. Op 1 september 2007 trad deze Wet op de archeologische monumentenzorg (WAMZ) in werking, waarbij de Monumentenwet 1988 werd gewijzigd.
In het kader van de modernisering monumentenzorg is de Monumentenwet per 1 januari 2012 opnieuw gewijzigd. Hierbij is het aantal vergunningplichtige ingrepen verminderd en is de vereiste ouderdom van 50 jaar vervallen.

## Uitvoering
De uitvoering van de wet is (sinds 2009) in handen van de Rijksdienst voor het Cultureel Erfgoed, vallend onder het ministerie van Onderwijs, Cultuur en Wetenschap.